# Agrilus ichikoae
Agrilus ichikoae es una especie de insecto del género Agrilus, familia Buprestidae, orden Coleoptera.
Fue descrita científicamente por Tôyama, 1987.